# Corvara in Badia

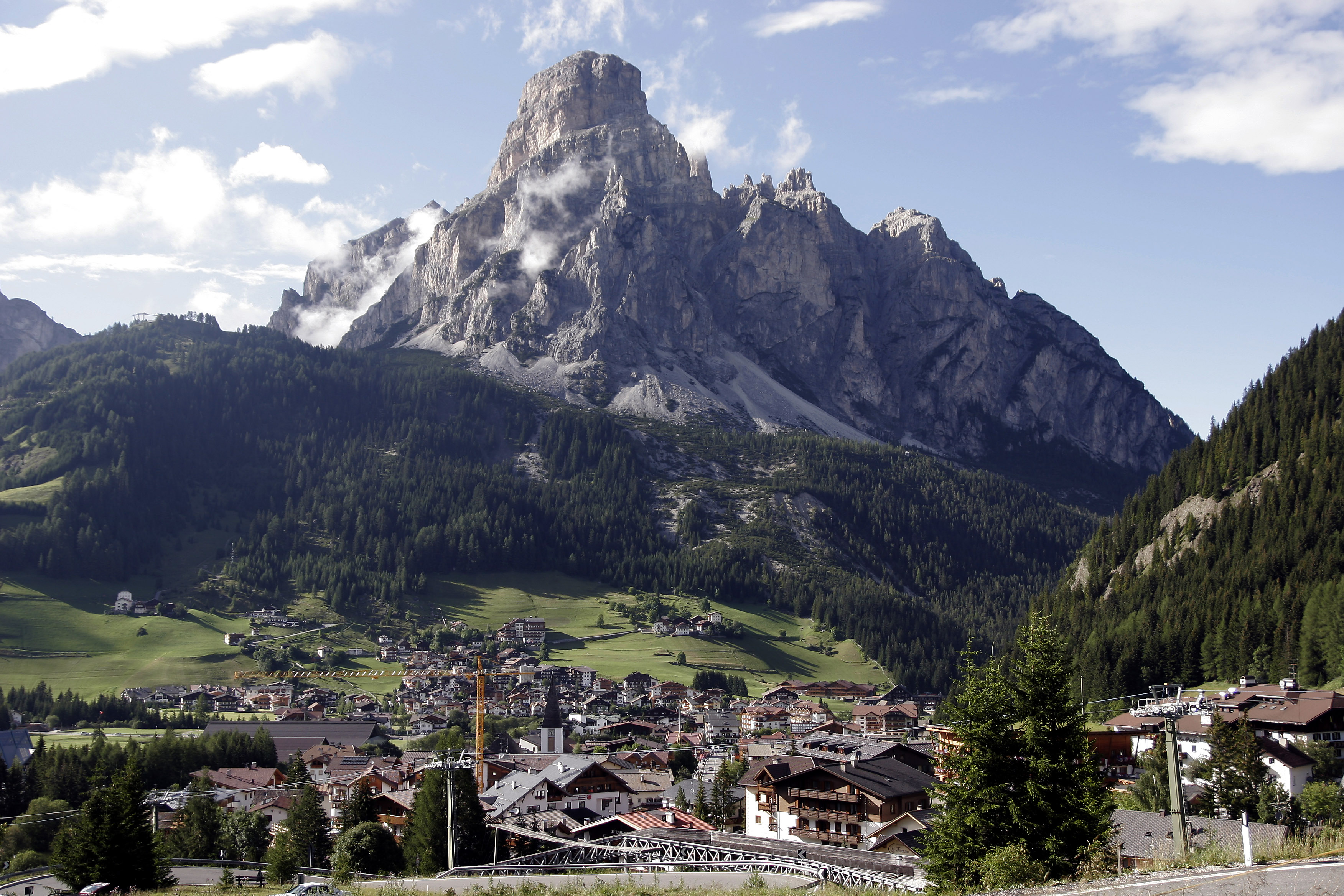
Corvara vào tháng 7 năm 2007 với núi Sassongher ở phía sau

Corvara tiếng Ý: Corvara in Badia; tiếng Đức: Kurfar; Ladin: Corvara) là một đô thị ở province of Bolzano-Bozen trong vùng Trentino-Alto Adige/Südtirol của Ý, có vị trí cách khoảng 80 km về phía đông bắc của Trento và khoảng 40 km east of Bolzano. Tại thời điểm ngày 31 tháng 12 năm 2004, đô thị này có dân số 1.267 người và diện tích là 42,2 km².
Corvara giáp các đô thị: Badia, Canazei, Livinallongo del Col di Lana, San Martino in Badia, và Sëlva (Selva di Val Gardena).